# Hl. Herz Jesu (Sachsenhagen)

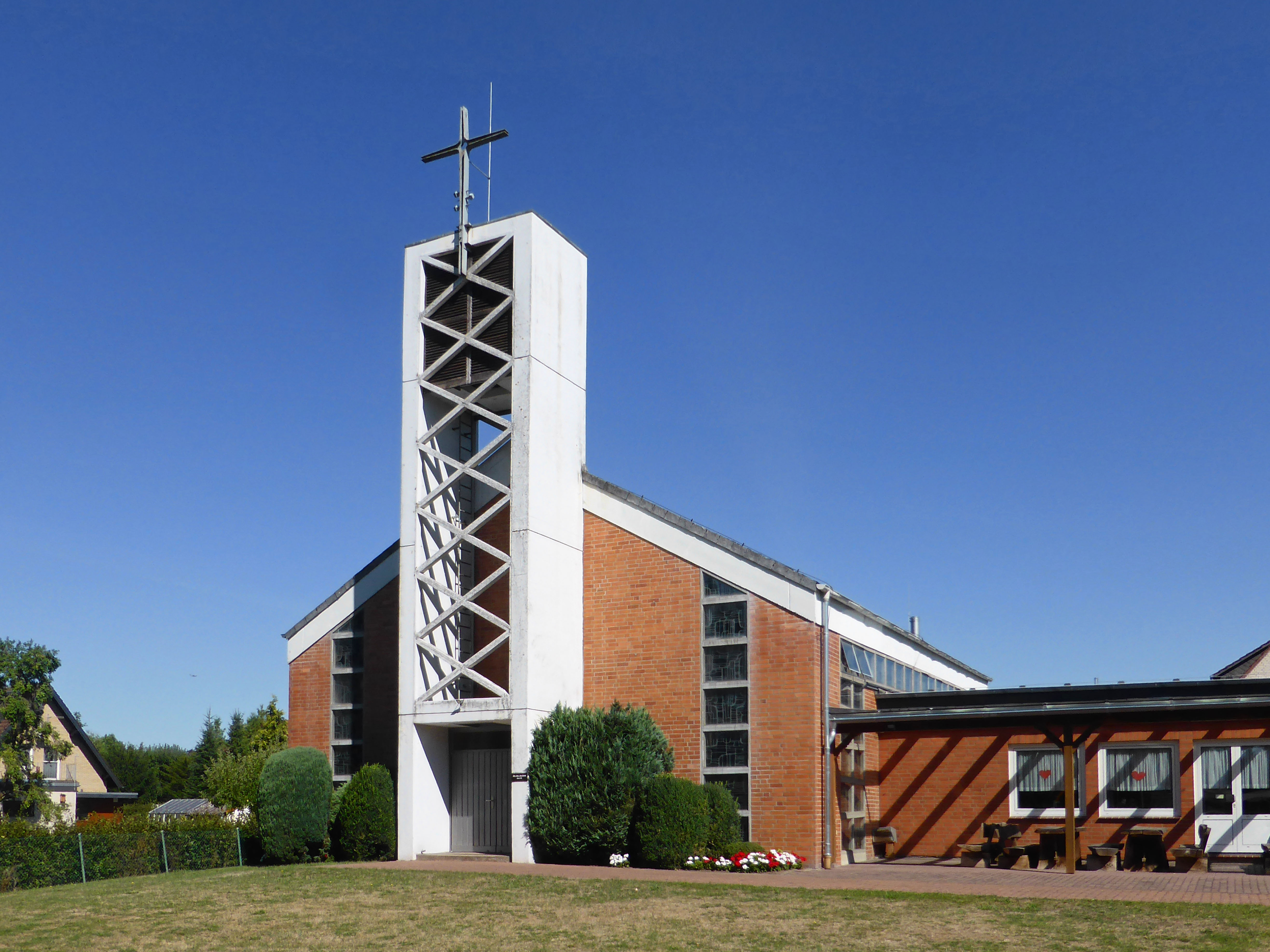
Herz-Jesu-Kirche

Die Kirche Hl. Herz Jesu ist die römisch-katholische Kirche in Sachsenhagen, einer Stadt im Landkreis Schaumburg in Niedersachsen. Das nach dem Heiligsten Herzen Jesu benannte Gotteshaus ist eine Filialkirche der Kirchengemeinde St. Joseph in Stadthagen, und die nördlichste Kirche im Dekanat Weserbergland des Bistums Hildesheim. Das Einzugsgebiet der Herz-Jesu-Kirche umfasst die politischen Gemeinden Auhagen, Sachsenhagen und Wölpinghausen.

## Geschichte
1559 führte Otto IV. in der Grafschaft Schaumburg die Reformation ein, wie er es im Ehevertrag mit seiner zweiten Frau, Elisabeth Ursula von Braunschweig-Lüneburg, zugesichert hatte. Infolgedessen wurden die Einwohner von Sachsenhagen protestantisch.
Nachdem sich im Zuge der Flucht und Vertreibung Deutscher aus Mittel- und Osteuropa 1945–1950 wieder Katholiken im Raum Sachsenhagen niedergelassen hatten, kam es zur Bildung einer katholischen Kirchengemeinde in Lindhorst, zu der auch Sachsenhagen gehörte. In Lindhorst erfolgte die Gründung des Kirchbauvereins St. Barbara/Lindhorst & Herz Jesu/Sachsenhagen e.V.
Am Rand einer um 1960 erbauten Wohnsiedlung erfolgte am 4. November 1962 die Grundsteinlegung für die Herz-Jesu-Kirche, die am 21. Juli 1963 durch Weihbischof Heinrich Pachowiak geweiht wurde. Damals war Karl-Heinz Kobold (1925–2003), Pastor der Seelsorgebezirke Bokeloh und Hohnhorst/Haste, der für Sachsenhagen zuständige Seelsorger.
Um 1990 gehörte die Herz-Jesu-Kirche als Filialkirche zur Pfarrei St. Hedwig (Steinhude) im Dekanat Hannover-Nord/West.
2009, als im Bistum Hildesheim eine Einstufung aller Kirchen nach ihrer künftigen Notwendigkeit erfolgte, gehörte die Herz-Jesu-Kirche mit der St.-Konrad-von-Parzham-Kirche in Bokeloh zu Pfarrei St. Petrus Canisius (Hohnhorst) im Dekanat Bückeburg.
Seit dem 1. September 2012 gehört die Herz-Jesu-Kirche als Filialkirche zur Pfarrgemeinde St. Joseph, Stadthagen. Zur Pfarrgemeinde gehört neben der Herz-Jesu-Kirche in Sachsenhagen und der Pfarrkirche St. Joseph in Stadthagen auch die Filialkirche St. Barbara in Lindhorst.
Am 1. September 2012 wurden auch die Dekanate Bückeburg, zu der die Herz-Jesu-Kirche gehörte, und Hameln-Holzminden zum heutigen Dekanat Weserbergland vereinigt.

## Architektur

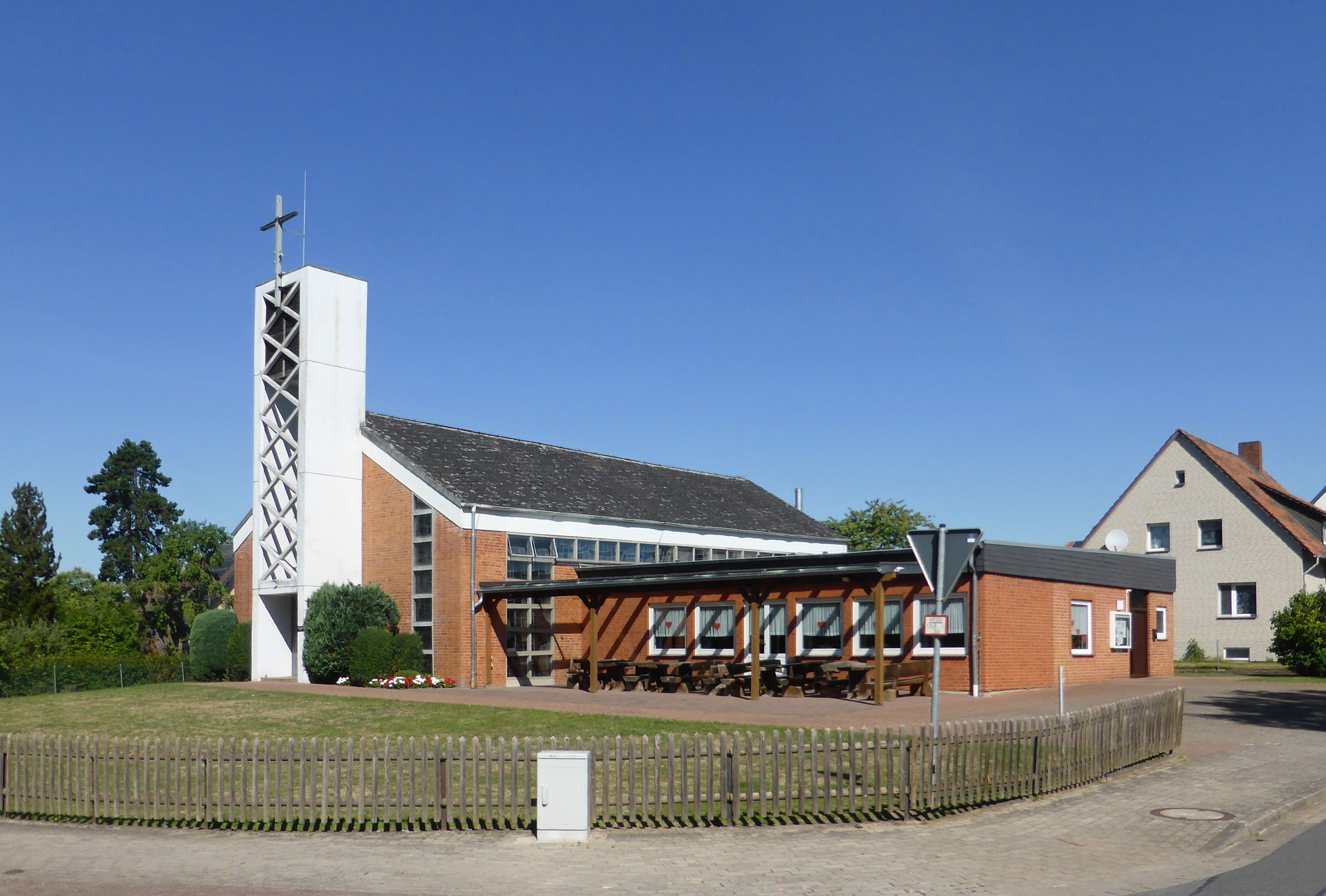
Herz-Jesu-Kirche mit Gemeindezentrum

Die Kirche steht auf dem Grundstück Schlesienstraße 1, an der Ecke zur Straße Sinkenbrink. Die Straßennamen der Siedlung, an deren Südrand die Kirche steht, wie Danziger Straße, Masurenstraße, Ostpreußenstraße, Pommernweg und Schlesienstraße, erinnern noch heute an die Herkunft der Siedler aus den ehemaligen Ostgebieten des Deutschen Reiches.
Die Kirche wurde nach Plänen des Architekten Rumpf aus Paderborn erbaut und ist an der Nord-Süd-Achse ausgerichtet. Sie wird durch den kreuzbekrönten Turm an der Südseite betreten. An der Ostseite der Kirche sind die Gemeinderäume angebaut.